# 北宋河东路帅臣列表
北宋河东路帅臣，指河东路安抚司的长官，或称安抚使，或称经略安抚使。

## 历任经略安抚使

### 宋太宗朝
- 刘保勋（979年—980年）
- 符昭愿（980年—982年）
- 周保权（983年—985年）
- 王明（987年—990年）
- 潘美（990年）
- 张永德（991年—995年）
- 李允正（995年）
- 雷有终（996年—997年）

### 宋真宗朝
- 雷有终（997年、998年—999年、1005年）
- 王承衎（997年—998年）
- 任中正（999年、1012年—1015年）
- 王略（999年）
- 韩崇训（999年—1000年）
- 王超（1000年—1001年）
- 程德玄（1001年—1002年）
- 钱若水（1002年—1003年）
- 李允正（1003年）
- 李继和（1003年）
- 王嗣宗（1003年—1005年）
- 張詠（1006年—1007年）
- 刘综（1007年—1011年）
- 张秉（1011年—1012年）
- 周起（1015年—1017年）
- 薛映（1017年—1020年）
- 马元方（1020年—1022年）

### 宋仁宗朝
- 马元方（1022年—1023年）
- 薛奎（1024年）
- 陈尧佐（1025年—1028年）
- 赵稹（1029年—1030年）
- 张若谷（1030年—1032年）
- 梅询（1032年—1034年）
- 李若谷（1035年—1037年）
- 杜衍（1037年—1039年）
- 任中师（1039年—1040年）
- 王沿（1040年）
- 杨偕（1040年—1041年）
- 高继宣（1041年—1042年）
- 郑戬（1042年、1046年—1049年）
- 明镐（1042年—1045年）
- 夏竦（1045年—1046年）
- 王拱辰（1049年—1052年）
- 李昭亮（1052年—1053年）
- 韩琦（1053年—1055年）
- 富弼（1055年）
- 庞籍（1055年—1056年）
- 孙沔（1056年—1059年）
- 梁适（1059年—1062年）
- 文彦博（1062年—1063年）
- 陈升之（1063年）

### 宋英宗朝
- 陈升之（1063年—1065年）
- 唐介（1065年—1067年）

### 宋神宗朝
- 王素（1067年—1069年）
- 冯京（1069年—1070年）
- 吕公弼（1070年—1071年）
- 刘庠（1071年—1074年）
- 郭逵（1074年—1076年）
- 韩绛（1076年—1078年）
- 赵卨（1078年）
- 孙永（1078年—1080年）
- 王克臣（1080年—1082年）
- 王居卿（1082年—1084年）
- 吕惠卿（1084年—1085年）

### 宋哲宗朝
- 吕惠卿（1085年—1086年）
- 曾布（1086年—1089年）
- 滕元发（1089年—1090年）
- 范纯仁（1090年—1091年）
- 韩缜（1091年—1095年）
- 王安礼（1095年—1096年）
- 孙览（1096年—1099年）
- 林希（1099年—1100年）

### 宋徽宗朝
- 林希（1100年）
- 郭知章（1100年）
- 范纯粹（1100年—1101年）
- 孙路（1101年）
- 曾肇（1101年）
- 范镗（1101年—1104年）
- 邢恕（1104年—1105年）
- 钟传（1105年—1106年）
- 徐彦孚（1106年—1108年）
- 陶节夫（1108年—1109年）
- 曾孝广（1110年）
- 许几（1110年—1111年）
- 洪中孚（1111年—1112年、1112年—1113年、1116年）
- 梁子野（1112年）
- 张近（1113年）
- 钱昌（1113年）
- 钱即（1113年—1115年）
- 薛嗣昌（1116年—1119年、1121年）
- 姚祐（1119年—1120年）
- 张孝纯（1122年—1125年）

### 宋钦宗朝
- 张孝纯（1125年—1126年）